# Сноуден, Эдвард
Э́двард Джо́зеф Сно́уден (англ. Edward Joseph Snowden; род. 21 июня 1983, Северная Каролина) — американский технический специалист и спецагент, бывший сотрудник ЦРУ и Агентства национальной безопасности (АНБ) США. В начале июня 2013 года передал газетам The Guardian и The Washington Post секретную информацию АНБ, касающуюся тотальной слежки американских спецслужб за информационными коммуникациями между гражданами многих государств по всему миру при помощи существующих информационных сетей и сетей связи, включая сведения о проекте PRISM, а также XKeyscore и Tempora. По данным закрытого доклада Пентагона, Сноуден похитил 1,7 млн секретных файлов, большинство документов касается «жизненно важных операций американской армии, флота, морской пехоты и военно-воздушных сил».
В связи с этим в США 14 июня 2013 года Сноудену заочно были предъявлены обвинения в шпионаже и похищении государственной собственности. Он был объявлен американскими властями в международный розыск. Вскоре бежал из США вначале в Гонконг, затем — в Россию, где пробыл больше месяца в транзитной зоне аэропорта Шереметьево. 1 августа 2013 года получил временное убежище в России, год спустя — трёхлетний вид на жительство, который в 2017 году был продлён до 2020 года. В октябре 2020 года получил бессрочный вид на жительство, а в сентябре 2022 года — российское гражданство. Проживает в России за пределами Москвы (по другим более поздним сообщениям — в Москве); его точное местонахождение не разглашается по соображениям безопасности.
Разоблачения Сноудена вызвали жаркие споры о допустимости массового негласного наблюдения, пределах государственной тайны и балансе между защитой персональных данных и обеспечением национальной безопасности в эпоху после 11 сентября 2001 года.

## Биография
Эдвард Сноуден родился 21 июня 1983 года в городе Элизабет-Сити, штат Северная Каролина. Вырос в городе Уилмингтоне в том же штате. Его отец Лонни Сноуден (Lonnie Snowden), живущий в штате Пенсильвания, служил в береговой охране США, с 2009 года — в отставке; мать Элизабет Сноуден — юрист, вся её карьера прошла в системе правосудия, ныне работает в федеральном суде в Балтиморе. Сейчас родители Эдварда Сноудена разведены; Лонни Сноуден повторно женился на жительнице пенсильванского городка Аппер Макунги (Upper Macungie Township) Карен Хабербош (Karen Haberbosch), и проживает там вместе с ней. Старшая сестра Эдварда, Джессика Сноуден, работает в Федеральном судебном центре в Вашингтоне, округ Колумбия.
Детство провёл в Элизабет-Сити, жил в Мэриленде, вблизи от штаб-квартиры АНБ (Форт-Мид).
В 1999 году вместе с семьёй переехал в Элликот Сити (Мэриленд). Изучал информатику в колледже Энн Эрандель в Мэриленде, не сразу смог получить диплом. По словам отца, пропустил несколько месяцев учёбы из-за болезни, но, как только вернулся, сумел сдать тесты «General Educational Development» в местном муниципальном колледже. Продолжал обучение дистанционно по Интернету вплоть до получения степени магистра в Ливерпульском университете в 2011 году.
С 7 мая по 28 сентября 2004 года служил в Вооружённых силах США (резервистом Сил специальных операций). Сноуден, по его словам, пошёл в армию, желая принять участие в Иракской войне потому, что «чувствовал, что, как человеческое существо, он обязан помочь людям освободиться от угнетения». Оставил службу после перелома обеих ног во время учений (по собственным воспоминаниям — получил трещины в костях обеих ног, спасаясь от змеи в прериях), так и не окончив курс военного обучения. Затем работал в АНБ, начав карьеру в охране секретного объекта на территории Университета Мэриленда, предположительно CASL. Получил допуск уровня Top Secret/Sensitive Compartmented Information; по мнению экспертов, у Сноудена был доступ не только к совершенно секретной, но и к «Специальной разведывательной» информации, содержащей технические детали разведывательных операций США и их союзников. Во время работы системным администратором на базе АНБ на Гавайях Сноуден убедил от 20 до 25 коллег предоставить ему свои логины и пароли, пояснив, что это необходимо ему для работы.
После АНБ работал в отделе информационной безопасности ЦРУ, в частности с марта 2007 по февраль 2009 года работал под дипломатическим прикрытием постоянного представительства США в ООН (Женева). Его работа была связана с обеспечением безопасности компьютерных сетей.
В 2009 году Эдвард уволился и начал работать в консалтинговых компаниях, работающих с АНБ, сначала — в Dell, затем — в военном подрядчике Booz Allen Hamilton (менее 3 месяцев до июня 2013 года).
Одно из основных увлечений Сноудена — японская и вообще восточноазиатская массовая культура, в том числе аниме, видеоигры и боевые искусства, которыми он заинтересовался, когда работал на военной базе США в Японии и учил японский язык. Одно время работал на американскую компанию, выпускавшую аниме. Он также учил северокитайский язык и считал, что может сделать хорошую карьеру в Китае или Гонконге; кроме того, в своей анкете при поступлении на службу в ВС США в графе «вероисповедание» он указал «буддизм», потому что вариант «агностицизм» «странным образом отсутствовал» в той анкете.
По данным журнала Der Spiegel, Сноуден практикует буддизм, является вегетарианцем, не употребляет алкоголь и не пьёт кофе. Он проводит много времени у компьютера и за чтением книг по истории России.
В одном из своих интервью Сноуден утверждал, что не голосовал за Барака Обаму на президентских выборах 2008 года, хотя верил его предвыборным обещаниям. Во время предвыборной кампании Рона Пола в 2012 году Сноуден дважды пожертвовал 250 долларов на неё.
Сноуден в 2013 году заявлял, что у него есть жена и дети. По собственным признаниям Сноудена, он страдает эпилепсией.
В июле 2014 года к Эдварду с Гавайских островов перебралась его давняя подруга Линдси Миллс, с этих пор они вместе проживают в московской квартире Сноудена. 13 сентября 2019 года в интервью The Guardian он сообщил, что в 2017 году без огласки заключил с Линдси брак в одном из российских ЗАГСов.
В марте 2015 года выразил желание уехать из России и перебраться в Швейцарию. В марте 2016 года заявил, что хотел бы вернуться в США.
26 декабря 2020 года сказал, что у него родился сын. В связи с этим Эдвард Сноуден заявил о планах получить гражданство России. Он объяснил это тем, что не желает расставаться с сыном из-за того, что у них будет разное гражданство. 26 сентября 2022 президент России Владимир Путин предоставил Сноудену гражданство России.

## Изменение отношения к службе
В процессе работы на американские спецслужбы Сноуден всё больше разочаровывался в их деятельности. Так, по его словам, в 2007 году он стал свидетелем того, каким способом сотрудники ЦРУ завербовали швейцарского банковского служащего. Сначала они умышленно напоили его и уговорили сесть за руль и поехать домой. Когда же он был арестован за вождение в нетрезвом виде, агенты ЦРУ предложили ему помощь, что позволило завербовать его для получения доступа к секретам банка.

«Многое из того, что я видел в Женеве, реально избавило меня от иллюзий о том, как действует моё правительство и что это приносит миру», — сказал впоследствии Сноуден. «Я понял, что я — часть того, что приносит намного больше вреда, чем пользы». 

По его словам, тогда он впервые задумался о разглашении служебных тайн, но не сделал этого по двум причинам. Во-первых, «большинство секретов ЦРУ — про людей, а не про машины и системы; и я не чувствовал бы себя комфортно, разгласив то, что могло бы кого-то подвергнуть опасности». 
 Во-вторых, он надеялся на перемены после избрания Барака Обамы. Но вскоре он убедился, что с приходом Обамы положение лишь ухудшилось.

## PRISM

### Разглашение информации
В январе 2013 года Сноуден окончательно принял решение действовать. Он написал электронное письмо Лауре Пойтрас, американской журналистке, кинорежиссёру и кинопродюсеру, и одному из создателей Freedom of the Press Foundation. При этом Сноуден не раскрывал своего имени, но сообщил, что обладает важной секретной информацией. Вскоре он связался с Гленном Гринвальдом (Glenn Greenwald), журналистом английской газеты «Гардиан» (The Guardian), и с публицистом Бартоном Геллманом (Barton Gellman), писавшим статьи для газеты «Вашингтон Пост».

Общение происходило посредством зашифрованных e-mail сообщений. Сноуден писал, что со временем его личность раскроется — по его собственной воле либо вопреки ей, — но до тех пор просил не делать длинных цитат из его сообщений из опасения быть идентифицированным посредством семантического анализа. Как он предполагал, спецслужбы «почти наверняка убьют вас, если они думают, что вы — единая точка отказа, которая могла бы остановить раскрытие этой информации». 
Во второй половине мая 2013 года Сноуден начал передавать Гринвальду и Геллману ключевую информацию о программе PRISM, но просил не разглашать её сразу.
По утверждению главы АНБ Кита Александера, Сноуден передал журналистам до 200 тыс. секретных документов. Статус разглашённых документов оказался значительно выше, чем у материалов, опубликованных ранее на WikiLeaks и касавшихся конфликтов в Ираке и Афганистане.

### Характер разглашённой информации

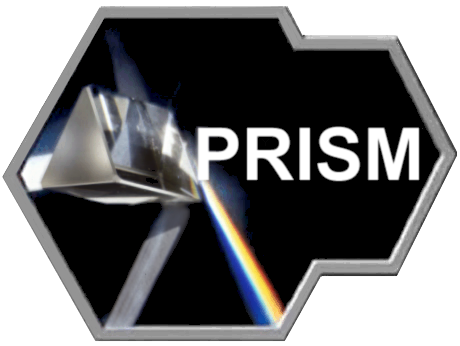
Логотип программы PRISM

- Раскрыл факт всеобъемлющего слежения в 60 странах за более чем миллиардом человек правительствами 35 стран[61].
- Сноуден раскрыл информацию о программе PRISM, включающей в себя массовую слежку за переговорами американцев и иностранных граждан посредством телефона и Интернета. По его утверждениям, PRISM позволяет Агентству просматривать электронную почту, прослушивать голосовые и видеочаты, просматривать фотографии, видео, отслеживать пересылаемые файлы, узнавать другие подробности из социальных сетей. В программе PRISM принимают участие Microsoft (Hotmail), Google (Gmail), Yahoo!, Facebook, YouTube (принадлежит Google), Skype (принадлежит Microsoft), AOL, Apple и Paltalk[62][63].
- Сноуден передал журналистам копию секретного постановления суда FISC[64] от 25 апреля 2013 года. По этому постановлению один из крупнейших американских операторов сотовой связи Verizon обязан ежедневно передавать в АНБ «метаданные» обо всех звонках, сделанных в пределах США либо между США и другой страной, включающие в себя телефонные номера вызывающего и принимающего абонентов, IMEI телефонов, время и продолжительность разговора, месторасположение вызова[65]. Однако звукозапись самого разговора передаваться не должна.

Постановлением запрещалось также всем государственным и частным служащим, причастным к сбору такой информации, раскрывать сам факт существования подобного постановления вплоть до 2038 года. В связи с этим журналисты впоследствии предположили, что подобные постановления могли быть направлены и другим сотовым операторам США.

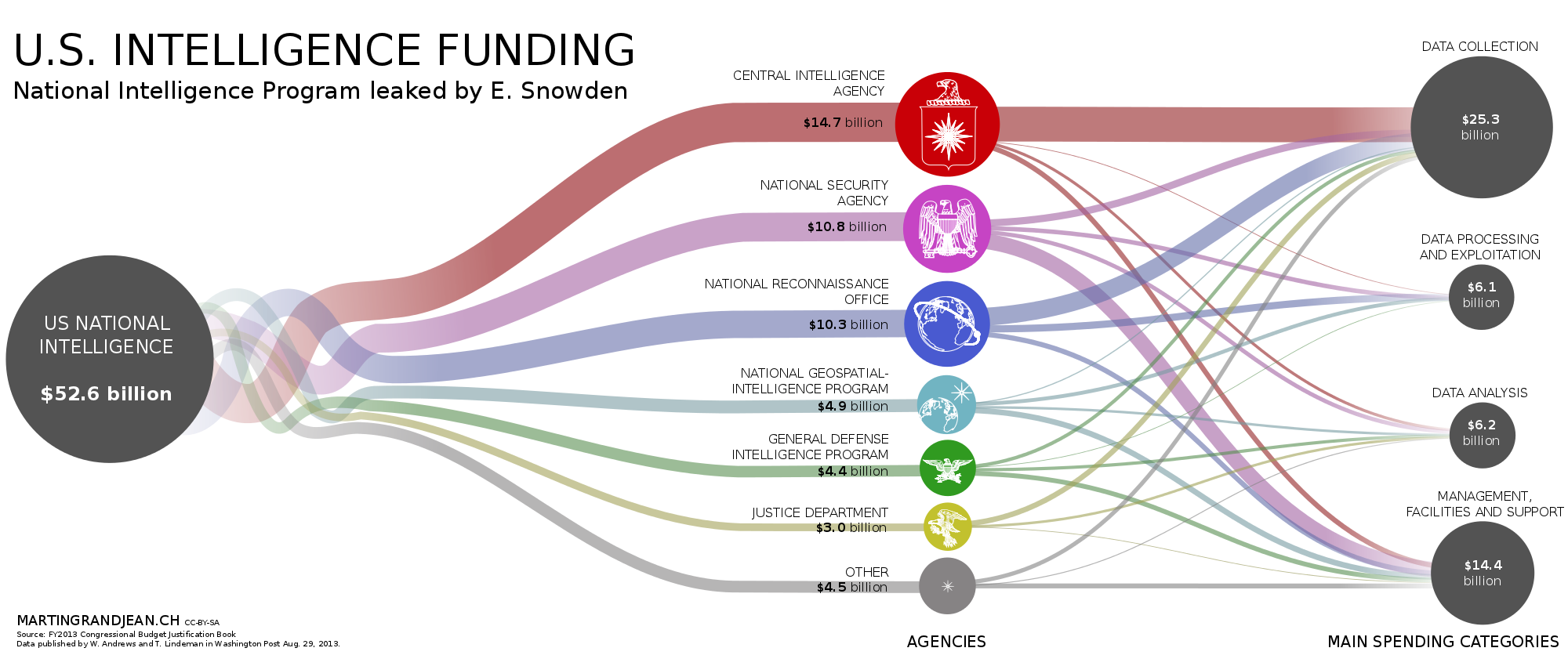
Совершенно секретные документы, опубликованные Эдвардом Сноуденом через Washington Post в 2013 г., раскрывают финансирование разведывательных агентств США. Похоже, что бюджет Национальной программы разведки в 2013 году составил 52,6 млрд долл. США. Эта сумма делится между множеством участников, но особо выделяются пять агентств: ЦРУ (28 %), НГБ (21 %), НРО (20 %), НГП (9 %) и GDIP (8 %). Об использовании денег выделяются четыре категории. Важная часть общей суммы расходуется на категорию «сбор данных» (сбор исходной информации, наблюдение, спутники, скрытые действия …). Затем данные эксплуатируются и анализируются. Категория «управление» также имеет финансовое значение (определение вопросов и задач)

- Совершенно секретные документы, опубликованные Эдвардом Сноуденом через Washington Post в 2013 г., раскрывают финансирование разведывательных агентств США. Похоже, что бюджет Национальной программы разведки в 2013 году составил 52,6 млрд долл. США. Эта сумма делится между множеством участников, но особо выделяются пять агентств: ЦРУ (28 %), НГБ (21 %), НРО (20 %), НГП (9 %) и GDIP (8 %). Об использовании денег выделяются четыре категории. Важная часть общей суммы расходуется на категорию «сбор данных» (сбор исходной информации, наблюдение, спутники, скрытые действия …). Затем данные эксплуатируются и анализируются. Категория «управление» также имеет финансовое значение (определение вопросов и задач)Сноуден заявил, что спецслужбы США с 2009 года незаконно проникали в компьютерные сети восточноазиатской волоконно-оптической сети Pacnet, а также китайских операторов мобильной связи для получения доступа к миллионам SMS. Согласно заявлению гонконгской газеты South China Morning Post, он передал в редакцию подтверждающие это документы[66].
- Сноуден разгласил сведения о существовании британской программы слежения Tempora, а также сообщил, что не пользуется iPhone из-за интегрированного программного обеспечения, позволяющего следить за пользователем. Вместо современных смартфонов Сноуден предпочитает обычный мобильный телефон[67].
- 17 июня газета «The Guardian» со ссылкой на данные Сноудена сообщила, что спецслужбы Великобритании осуществляли мониторинг компьютеров и перехватывали телефонные звонки иностранных политиков и чиновников, участвовавших в саммите Большой двадцатки в Лондоне в 2009 году. Секретную работу проводили Центр правительственной связи Великобритании и Агентства национальной безопасности США. Кроме того, британские спецслужбы во время саммита перехватывали телефонные переговоры президента России Дмитрия Медведева[68][69].

Сноуден подчеркнул, что сообщил далеко не всю известную ему информацию:

Я тщательно изучил каждый документ, чтобы убедиться, что его разглашение послужит законным интересам общества… Есть множество разных документов, разглашение которых имело бы большие последствия, но я не передаю их, поскольку моя цель — открытость, а не причинение вреда людям.
Оригинальный текст (англ.)I carefully evaluated every single document I disclosed to ensure that each was legitimately in the public interest… There are all sorts of documents that would have made a big impact that I didn’t turn over, because harming people isn’t my goal. Transparency is.
— The Guardian
Позднее это подтвердил и директор АНБ генерал Кит Александер, выступая в Совете по международным отношениям в Балтиморе (штат Мэриленд). Он заявил, что Сноуден передал репортёрам от 50 до 200 тыс. секретных документов, которые будут продолжать «выплывать наружу». Но, в отличие от Сноудена, Кит считает, что утечки намеренно организуются таким образом, чтобы нанести максимальный ущерб АНБ и национальным интересам США. По сообщениям прессы, Сноуден получил доступ к данным электронной разведки не только США, но и Великобритании; в его распоряжении могут находиться до 58 тыс. британских секретных документов.
По данным закрытого доклада Пентагона, о содержании которого стало известно в январе 2014 года, Сноуден похитил 1,7 млн секретных файлов, большинство документов касается «жизненно важных операций американской армии, флота, морских пехотинцев и военно-воздушных сил». Спустя несколько дней главы комитетов по разведке палаты представителей и сената конгресса США Майкл Роджерс и Дайэнн Файнстайн высказали мысль, что у Сноудена не было технических возможностей самостоятельно открыть и похитить сотни тысяч секретных документов и что такие масштабные действия, а также беспрепятственное передвижение по миру после бегства из США могли быть осуществлены при помощи российской разведки. Расследование, проведённое Федеральным бюро расследований США, не нашло свидетельств того, что Сноудену помогали иностранные спецслужбы. Сам Сноуден опроверг утверждения о причастности зарубежных государств к организованной им утечке информации.

### Мотивы разглашения

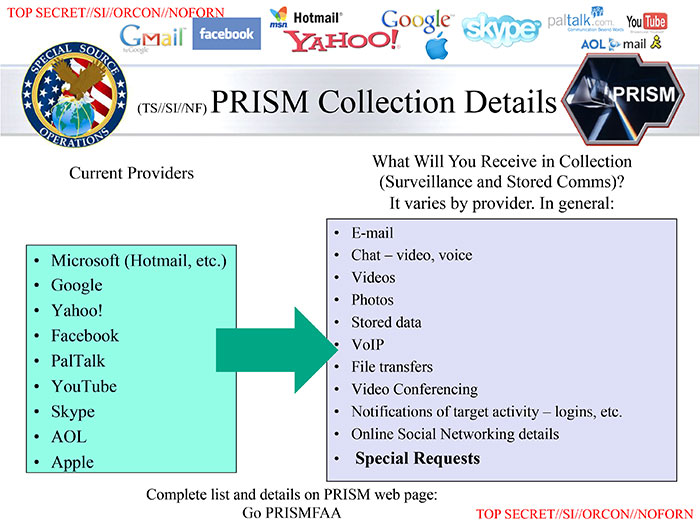
Выписка из презентации программы PRISM

В сопроводительной записке к первой партии документов Сноуден написал: «Я понимаю, что мне придётся страдать за свои поступки», но «я буду удовлетворён, если секретные законы, неравная безнаказанность и непреодолимая исполнительная власть, правящая тем миром, который я люблю, будут раскрыты хотя бы на мгновение». «Я действительно хочу, чтобы в центре внимания оказались эти документы, и надеюсь, что это вызовет обсуждение среди граждан всего мира о том, в каком мире мы хотим жить».
Совсем недавно Эдвард жил довольно комфортной жизнью при зарплате около 200 тысяч долларов в год, снимал дом в Вайпаху на Гавайях вместе со своей девушкой и работал в офисе компании Booz Allen Hamilton.

«Я готов пожертвовать всем этим, потому что не могу со спокойной совестью позволить правительству США нарушать приватность, свободу Интернета и основные свободы людей во всём мире с помощью этой громадной системы слежки, которую они втайне разрабатывают» — сказал он в интервью «Гардиан».

«Если бы моим мотивом были деньги, я мог бы продать эти документы любому количеству стран и разбогатеть».

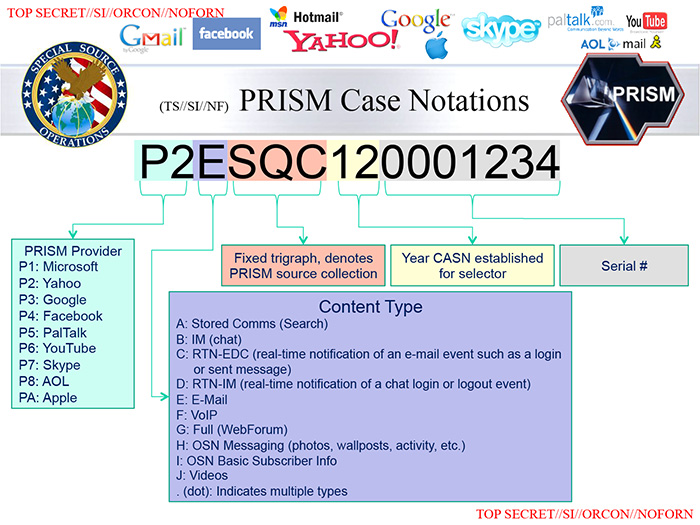
Архитектура программы «PRISM» c указанием спецификации обозначений

В какой-то момент он пришёл к выводу, что скоро процесс создания сети слежки АНБ станет необратимым. «Вы не можете ждать, пока кто-то ещё начнёт действовать. Я искал лидеров, но я понял, что лидерство в том, чтобы действовать первым». «Я не считаю себя героем, потому что я действую в собственных интересах: я не хочу жить в мире, где нет тайны частной жизни, и поэтому нет места для интеллектуальных исследований и творчества». 
Сноуден объяснил свой поступок принципом, провозглашённым Нюрнбергским трибуналом:

Каждый человек имеет обязательства перед международным сообществом, которые выше обязанности подчиняться местным законам. Следовательно, граждане должны нарушать внутренние законы страны для того, чтобы предотвратить преступления против мира и человечности.
Оригинальный текст (англ.)
Individuals have international duties which transcend the national obligations of obedience. Therefore individual citizens have the duty to violate domestic laws to prevent crimes against peace and humanity from occurring

## После разглашения
20 мая 2013 года Сноуден попрощался со своей девушкой на несколько недель и взял отпуск в АНБ под предлогом лечения эпилепсии, он улетел в Гонконг, где снял номер в гостинице и продолжал электронную переписку с журналистами. По словам Джулиана Ассанжа, WikiLeaks направил в Гонконг Сару Харрисон и провёл специальную операцию, чтобы помочь Сноудену в целости добраться до Гонконга.
6 июня встревоженный Сноуден сообщил Геллману: «Полиция сегодня утром посетила мой дом на Гавайях». В тот же день с его разрешения «Вашингтон Пост» и «Гардиан» опубликовали разоблачения программы PRISM. 9 июня Сноуден принял решение раскрыть свою личность. Он пригласил в Гонконг для интервью журналистов, в том числе Гринвальда и Пойтрас. Это видеоинтервью и его настоящее имя были опубликованы «Гардиан» по его собственной просьбе. При этом он заявил: «У меня нет намерения скрывать, кто я, поскольку я знаю, что не сделал ничего плохого». После раскрытия своей личности Сноуден продолжал высылать секретные материалы журналистам.
10 июня Сноуден покинул отель «The Mira» в Гонконге, в котором скрывался от властей США. Он планировал найти политическое убежище в Исландии либо в другой стране, которая поддерживает свободу слова.
11 июня пресс-секретарь президента России Дмитрий Песков сообщил о готовности России рассмотреть обращение Сноудена о предоставлении политического убежища в случае, если таковое поступит. Позднее данную позицию российских властей подтвердил министр иностранных дел России Сергей Лавров.

15 июня, Гонконг. Демонстрация возле консульства США в поддержку Сноудена.
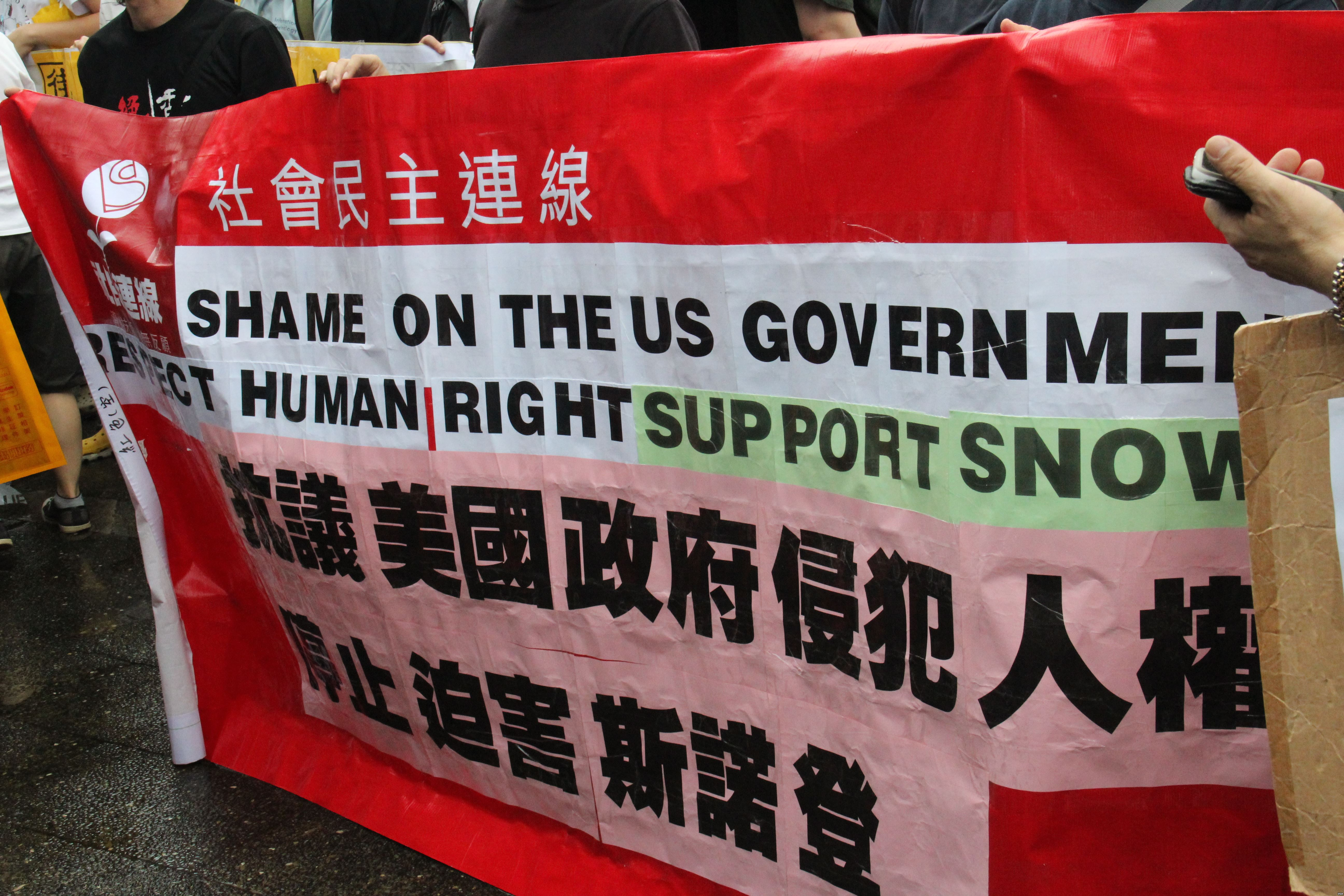
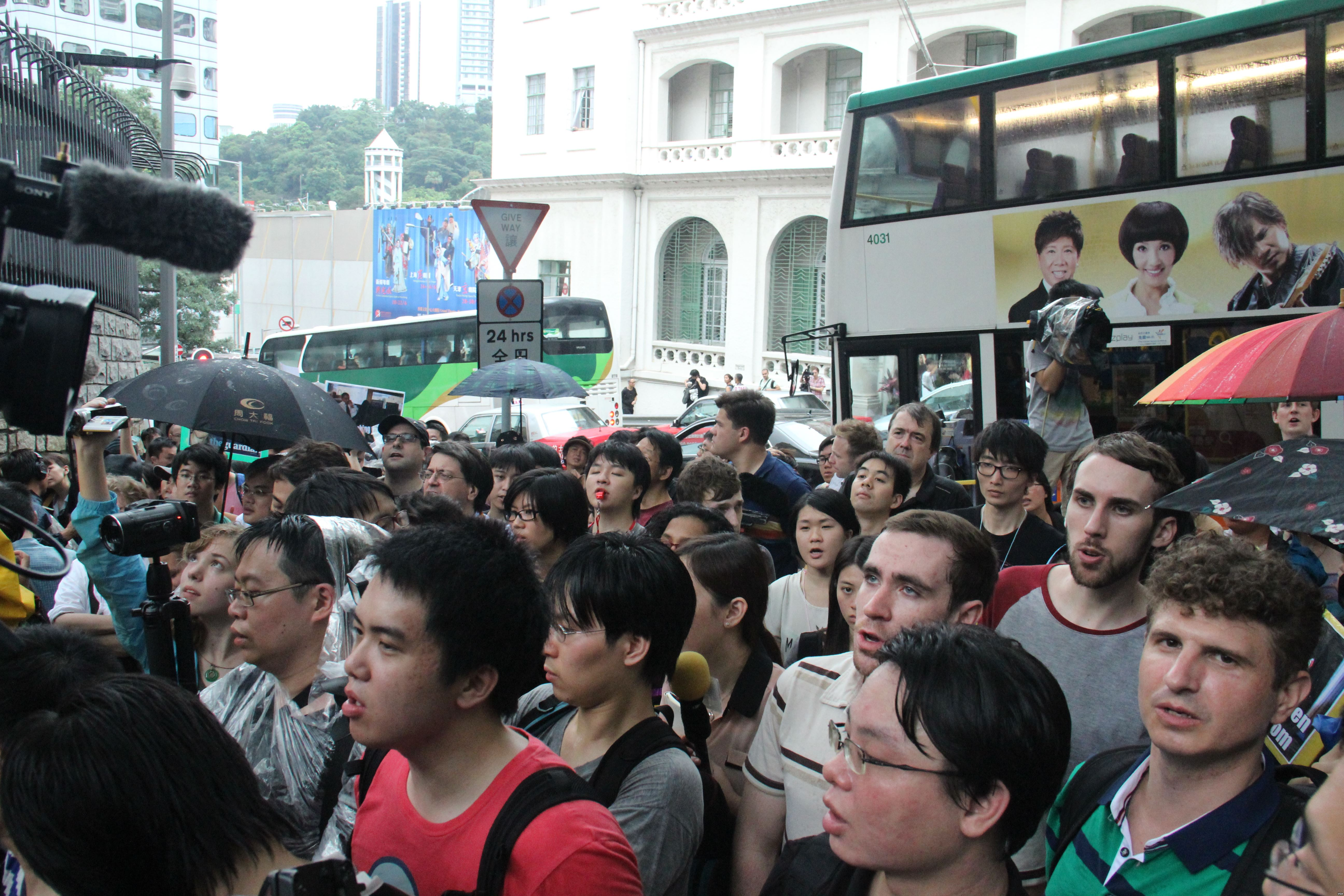
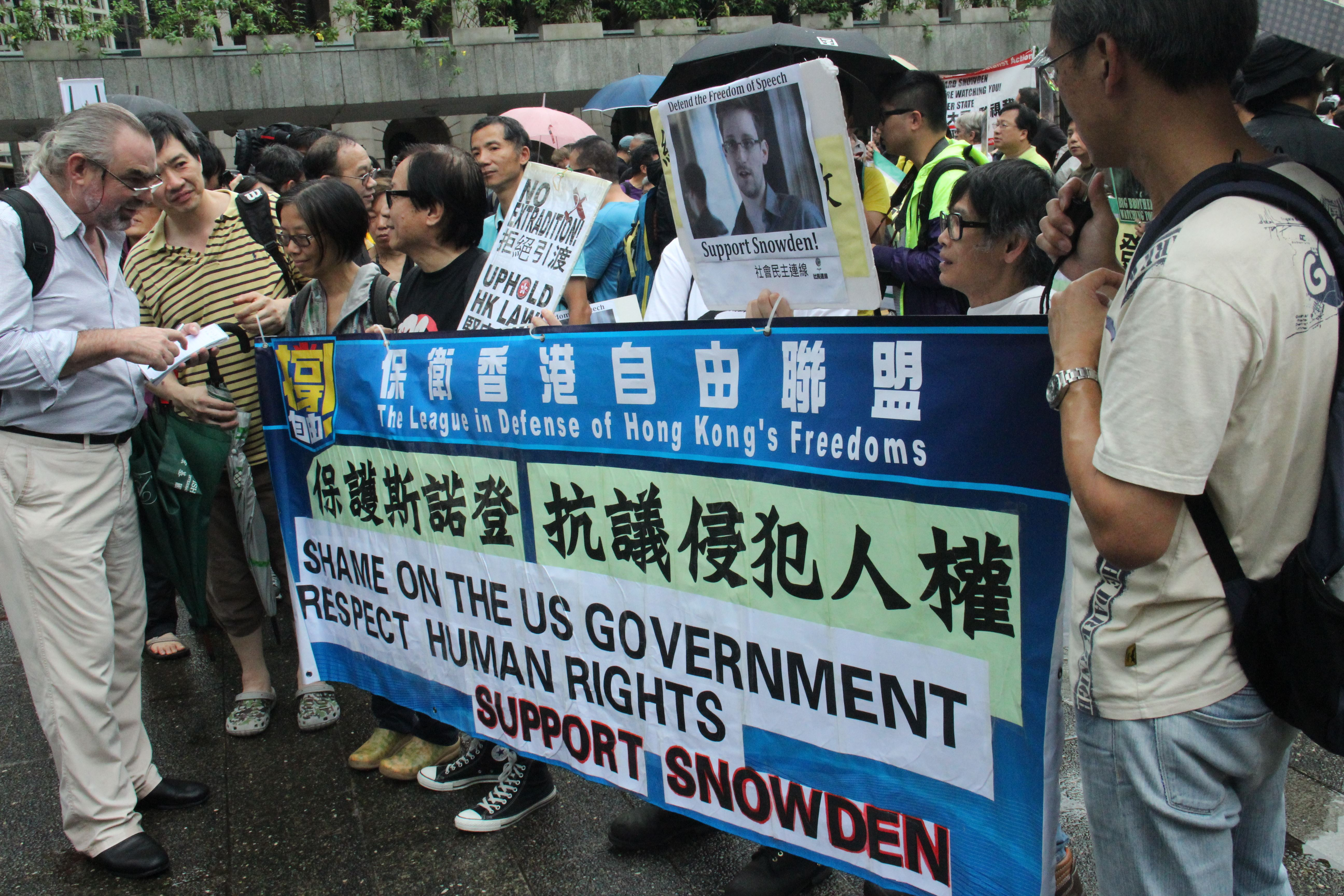
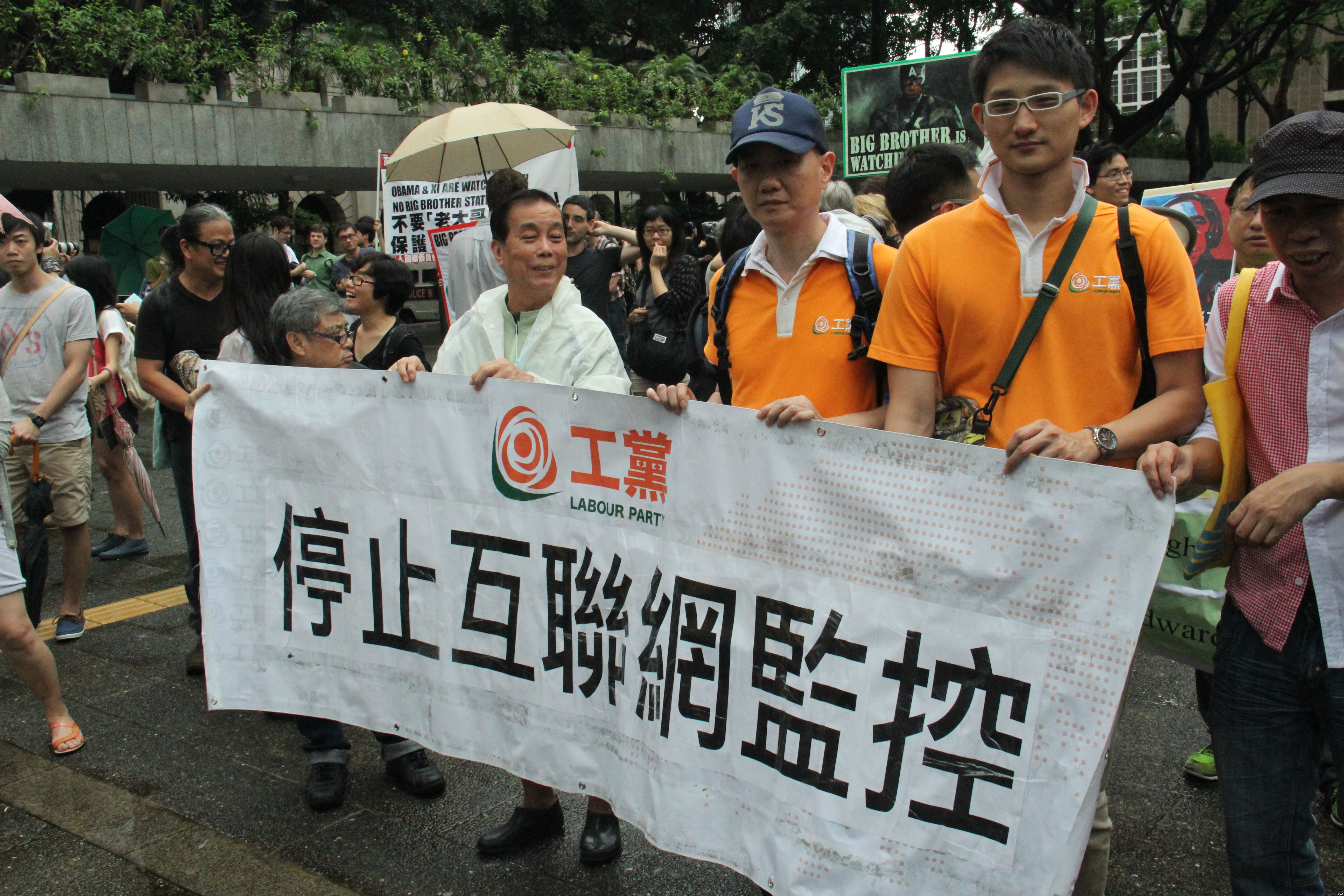

21 июня, в день 30-летия Эдварда, он был официально обвинён в США в хищении государственной собственности и разглашении государственной тайны. 22 июня стало известно, что Государственный департамент США обратился к властям Гонконга с требованием задержать Сноудена и выдать его США. Власти Гонконга отказались выдать Сноудена, ссылаясь на некорректные формулировки в запросе.
Сноуден хотел получить убежище в Гонконге, что поддержала местная и китайская общественность, однако гонконгский адвокат Сноудена заявил, что китайский «посредник» побывал у Сноудена и дал ему понять, что в Китае ему будут не рады. В то же время официальные представители Китая отрицали любую причастность к этому делу.
Как признал 4 сентября 2013 года президент РФ В. Путин, в период пребывания в Гонконге Сноуден впервые встретился с российскими дипломатическими представителями и зондировал возможность перебраться в Россию.

### Россия
«Русские приветствовали его с почти нескрываемым удовольствием», — отмечал американский Пулитцеровский лауреат Дэвид Ремник.

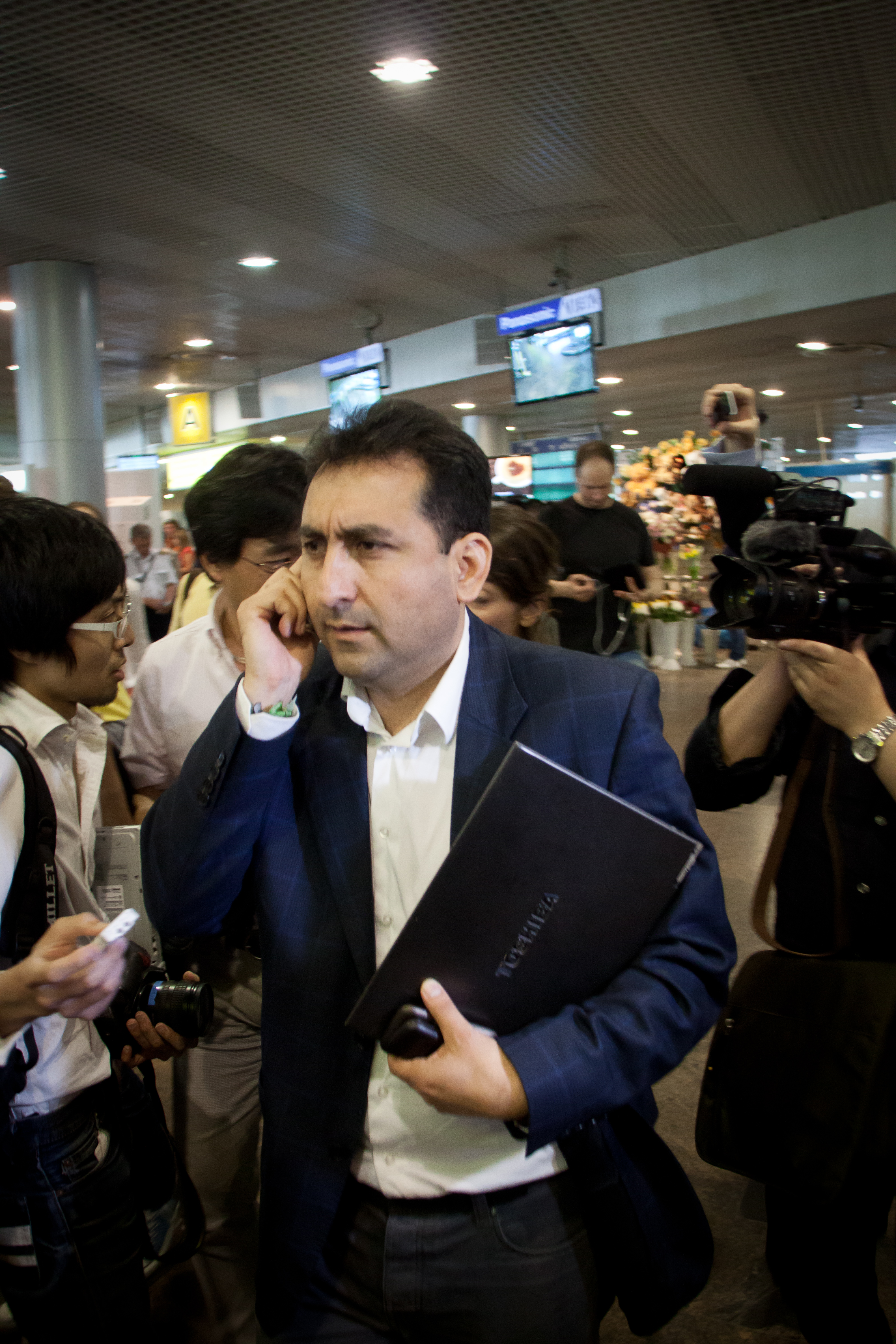
Консул Эквадора Фидель Нарваэс, который первым выдал транзитные документы Сноудену, в аэропорту Шереметьево (терминал F),
вечер 23 июня 2013 года

23 июня 2013 года, как сообщалось в СМИ, Сноуден в сопровождении представителя WikiLeaks Сары Харрисон прибыл в аэропорт Шереметьево в Москве. Российской визы у него не было, и он мог законно находиться только в транзитной зоне аэропорта — как предполагалось, несколько часов до стыковочного рейса. По версии СМИ, ссылающихся на неназванные источники в «Шереметьево» и пассажиров самолёта, после посадки самолёт отогнали на дальнюю стоянку аэропорта, Сноудена и Харрисон вывели из самолёта и посадили в подъехавший вплотную к трапу автомобиль с дипломатическими номерами, который затем скрылся в неизвестном направлении, и никто из журналистов не видел Сноудена вплоть до созванной им 12 июля встречи с правозащитниками. По свидетельствам, полученным корреспондентами СМИ, Сноуден не останавливался в отеле «Шереметьево», расположенном в транзитной зоне аэропорта. В то же время ряд СМИ упоминает транзитную зону аэропорта «Шереметьево» в качестве местопребывания Сноудена после его прилёта в Россию. Спустя месяц источники в службах «Шереметьева» уточнили, что Сноуден находился в комнате отдыха дежурного персонала.
Как сообщил министр иностранных дел Эквадора, вечером 23 июня Сноуден попросил убежища этой страны. По сообщениям прессы, из Москвы Сноуден на следующий день собирался отправиться в Венесуэлу (возможно, в Эквадор или Боливию) через Гавану, однако его кресло в самолёте оказалось пустым. По данным газеты «Коммерсантъ», кубинские власти под давлением США заявили, что самолёту «Аэрофлота» не разрешат посадку в Гаване, если на его борту окажется Эдвард Сноуден, но впоследствии Фидель Кастро опроверг эту информацию. Согласно заявлению Госдепартамента США, удостоверение личности Сноудена было официально аннулировано американскими властями, но это, как сообщает пресс-служба Госдепартамента США, не лишило его гражданства. По словам Джулиана Ассанжа, Эквадор предоставил Сноудену взамен паспорт беженца. Власти Эквадора пояснили, что выдача транзитных документов консулом не была санкционирована МИДом страны, поэтому документы являются недействительными.
По словам В. В. Путина в июле 2013 года, американцы знали, что делали, когда аннулировали удостоверение личности Сноудена: «Как только он, находясь в воздухе, заявил о том, что летит транзитом, это стало всем известно, и американская сторона, по сути, заблокировала его дальнейший перелёт».
25 июня 2013 года министр иностранных дел России Сергей Лавров на пресс-конференции в Москве объявил, что Россия не имеет никакого отношения к перемещениям Сноудена по миру, а российские власти узнали о планах Сноудена отправиться в Южную Америку из информации в прессе. Президент России Владимир Путин сообщил, что Сноуден находится в транзитной зоне аэропорта «Шереметьево», где не требуется российская виза, границу России не пересекал и на территории страны никаких преступлений не совершал, в связи с чем оснований для его задержания и выдачи США нет. Путин также заявил: «Наши специальные службы никогда с господином Сноуденом не работали и не работают сегодня». 30 июня в интервью Эхо Москвы пресс-секретарь президента РФ Дмитрий Песков уточнил, что Путин, наоборот, предпочитает, чтобы со Сноуденом разбирались специальные службы.
Наблюдатели отмечают, что нахождение на территории транзитной зоны аэропорта Шереметьево без российской визы (обычной либо транзитной) допускается на срок не более 24 часов. Однако позднее Минюст России в ответ на запрос Интерфакса сообщил, что «сроки нахождения иностранного гражданина в транзитной зоне аэропорта, а также ответственность за нахождение длительное время без документов в транзитной зоне аэропорта законодательством РФ не установлены», и Э. Сноуден может законно находиться там сколько угодно.
28 июня 2013 года президент Венесуэлы Николас Мадуро заявил, что готов предоставить Сноудену политическое убежище. Во время пресс-конференции Мадуро напомнил, что США предоставили убежище Луису Посаду, приговорённому к тюремному заключению в Венесуэле. Отец экс-сотрудника ЦРУ в этот же день заявил, что его сын может вернуться в США на определённых условиях; при этом подчеркнул, что выражает только своё личное мнение, с самим Эдвардом он не общался с апреля.
30 июня 2013 года Сноуден попросил политического убежища в России. В 22:30 сопровождающая его гражданка Великобритании Сара Харрисон подала в МИД РФ соответствующие документы.
1 июля 2013 года на пресс-конференции в Москве Владимир Путин объявил, что Сноуден сможет остаться в России, но «есть одно условие: он должен прекратить свою работу, направленную на то, чтобы наносить ущерб нашим американским партнёрам, как это ни странно прозвучит из моих уст». На следующее утро Дмитрий Песков сообщил, что выдвинутые Путиным условия Сноудена не устраивают.
Разослав прошения о политическом убежище более чем в 20 государств, Сноуден получил три положительных ответа — от Боливии, Венесуэлы и Никарагуа.
2 июля 2013 года правительства Франции, Испании, Италии и Португалии, а также ещё ряда европейских государств запретили самолёту президента Боливии Эво Моралеса входить в воздушное пространство своих стран после вылета из Москвы, в связи с чем самолёт вынужденно приземлился в Вене. Запрет был связан с опасениями, что на борту лайнера находится Сноуден. При досмотре самолёта в Вене австрийской службой безопасности выяснилось, что Сноудена там нет. По словам министра иностранных дел Австрии Михаэля Шпинделеггера, самолёт был досмотрен с разрешения президента Эво Моралеса. Бывший директор АНБ Майкл Хайден не исключил, что сведения о возможном нахождении Эдварда Сноудена в самолёте президента Боливии являются организованной дезинформацией, а инцидент с обыском самолёта помог Эдварду Сноудену впоследствии получить убежище в России.
12 июля 2013 года Сноуден провёл встречу в транзитной зоне «Шереметьево», куда были приглашены представители международных правозащитных организаций «Международная амнистия», «Transparency International», «Human Rights Watch», польская правозащитная организация «Кридо Легал», а также представитель ООН в России. Кроме того, приглашения получили депутат Госдумы Вячеслав Никонов, член Общественной палаты РФ Ольга Костина, омбудсмен Владимир Лукин, а также адвокаты Анатолий Кучерена, Генрих Падва и Генри Резник. На встрече Сноуден огласил заранее заготовленное заявление. В частности, он сообщил о намерении попросить временное убежище в России, так как его безопасность сейчас может быть обеспечена только в том случае, если он временно останется в России, хотя в дальнейшем планирует поселиться в Латинской Америке. Два года спустя Джулиан Ассандж заявил, что это он посоветовал Сноудену просить убежища и оставаться в России; по мнению Дж. Ассанджа, в Латинской Америке Сноудена могли похитить или даже убить, а Россия является одной из немногих стран, на которые не распространяется влияние ЦРУ. Представительница «Human Rights Watch» Татьяна Локшина сообщила на встрече, что по дороге в аэропорт ей позвонил американский посол в России Майкл Макфол и попросил передать, что США считают Сноудена не разоблачителем, а тем, кто нарушил закон. Вечером ситуацию обсудили по телефону президенты России и США Путин и Обама. Спустя три дня В. Путин заявил, что американцы напугали всех и его никто не хочет брать, «это такой подарок к Рождеству Христову», а также Путин выразил надежду, что как только у Сноудена появится возможность покинуть Россию, он ею сразу же воспользуется.
16 июля 2013 года Сноуден официально обратился в Федеральную миграционную службу с просьбой о предоставлении временного убежища в России. 1 августа 2013 года Сноуден получил свидетельство о предоставлении временного убежища на территории Российской Федерации, выданное 31 июля 2013 года Управлением Федеральной миграционной службы по Московской области и действительное до 31 июля 2014 года (с возможностью продления); этот документ даёт право свободно перемещаться по территории России и трудоустраиваться на любое рабочее место (за исключением госслужбы) без получения разрешения на работу. В тот же день Сноуден пересёк границу России, покинув транзитную зону Терминала E аэропорта Шереметьево и уехав, по словам адвоката Анатолия Кучерены, на такси в сопровождении Сары Харрисон в неизвестном направлении. Анатолий Кучерена, продемонстрировав копию документа о предоставлении убежища, заявил, что, исходя из соображений безопасности, местонахождение Сноудена, одного из самых разыскиваемых в мире людей, раскрываться не будет.
6 августа. По словам А. Кучерены, Сноуден нашёл жильё в России и был поставлен на учёт по месту пребывания, но не в Москве. Кучерена направил приглашения на въезд отцу Эдварда, Лону Сноудену, а также американскому адвокату и нескольким друзьям Сноудена, которые планировали приехать в Россию в августе 2013 года. В тот же день член Совета Федерации России Руслан Гаттаров предложил Сноудену сотрудничество в сфере защиты персональных данных граждан РФ; он же организовал сбор средств в помощь Сноудену и объявил о планах создания сайта helpsnowden.ru.
Из-за ситуации со Сноуденом президент США Обама отменил намеченную на сентябрь встречу с президентом РФ Путиным в Москве, а также двусторонние переговоры в Санкт-Петербурге. Посол США в РФ Майкл Макфол в интервью NBC заявил, что американские дипломаты попытались встретиться или связаться со Сноуденом, однако тот, по всей видимости, отказался идти на контакт с ними.
10 августа юридическая фирма «Derek Rothera & Company» объявила о создании благотворительного «Фонда защиты журналистских источников» (англ. Journalistic Source Protection Defence Fund) для оказания юридической и информационной поддержки информаторам СМИ. В качестве первого получателя такой помощи она выбрала Сноудена. К концу октября 2013 года около 500 человек внесли в общей сложности около 50 000 долларов США.
13 августа Сноуден, несмотря на совет адвоката не общаться с прессой, дал интервью журналисту газеты «Нью-Йорк Таймс» Питеру Маассу посредством зашифрованной переписки через Лауру Пойтрас. Сноуден высказал мнение, что после терактов 11 сентября 2001 года многие крупные новостные издания в Америке отказались от своей функции по контролю за правительством из страха показаться непатриотичными и понести финансовые убытки. Сноуден также сообщил, что репортёрам следует шифровать свои сообщения, передаваемые по электронной почте, и что любое незашифрованное сообщение, передаваемое по Интернету, доставляется каждой разведслужбе мира. С помощью подобного защищённого Интернет-чата Сноудену удалось пообщаться и со своим отцом.
16 августа Сноуден в письме в «The Huffington Post» заявил, что многие СМИ были введены в заблуждение и распространяли неверную информацию о происходящих с ним событиях; и что ни его отец Лон Сноуден, ни адвокат семьи Брюс Фейн не располагают какой-либо особой информацией и не имеют права давать какие бы то ни было комментарии от имени Эдварда Сноудена.
10 октября в Россию для встречи с Эдвардом прилетел его отец Лонни Сноуден. По данным «Интерфакса», встреча отца и сына была весьма эмоциональной. 16 октября Сноуден-старший отбыл в США.
31 октября Сноуден встретился в Москве с депутатом Бундестага Хансом-Кристианом Штрёбеле и главным редактором журнала Der Spiegel Георгом Масколо и три часа обсуждал с ними прослушку американскими спецслужбами телефонов канцлера Германии Ангелы Меркель. На следующий день Сноуден заявил, что готов дать показания генеральной прокуратуре ФРГ по делу о прослушке американскими спецслужбами телефонных переговоров канцлера ФРГ Ангелы Меркель в обмен на предоставление бессрочного политического убежища в Германии. Также Сноуден обратился к властям США с просьбой о помиловании, так как, по его мнению, разведывательные службы США систематически нарушали закон, поэтому раскрытие информации имело положительный эффект. Соответствующее письмо Сноуден передал немецкому депутату Штрёбеле, с которым встречался в Москве, а тот передал его американскому послу. Американская администрация отвергла просьбу Сноудена.
16 декабря телеканал «Euronews» по итогам опроса телезрителей признал Сноудена человеком года.
В. Путин на большой пресс-конференции в Центре международной торговли сообщил, что в оперативном плане спецслужбы России со Сноуденом не работают, сам он со Сноуденом не встречался, охарактеризовал его как небезынтересную личность, благодаря которой многое повернулось в головах у политиков. Сноуден в своём интервью телепередаче «Фантастико» бразильского телеканала «Globo» заявил о том, что благодарен России за возможность жить на свободе и участвовать в важных глобальных дебатах, и ещё о том, что не сожалеет о сделанном им раскрытии секретных сведений о работе американских спецслужб.
24 декабря он встретился в Москве с репортёром «The Washington Post» Бартоном Гелманом, в интервью которому заявил, что считает свою миссию выполненной: «Я уже победил. Всё, что я хотел, это показать общественности, как ею управляют». По мнению Сноудена, он работает на оздоровление, а не на развал АНБ.

#### Альтернативное рождественское обращение
В конце 2013 года Эдвард Сноуден был выбран британским телеканалом «Channel 4» в качестве автора «Альтернативного рождественского обращения». Это ежегодное обращение является своего рода неформальной альтернативой Королевскому рождественскому обращению королевы Елизаветы II. Обычно с ним выступают различные интересные люди, не являющиеся политическими деятелями.
Это было первым телевизионным выступлением Эдварда Сноудена после его прибытия в Россию. Основной темой рождественского обращения Сноудена стала важность защиты частной жизни и прекращения массовой необоснованной правительственной слежки. В полутораминутном видеосюжете он заявил, что раскрыл ту самую систему «всемирной массовой слежки», о которой Джордж Оруэлл предупреждал в антиутопии «1984», где вездесущий Большой Брат непрерывно следит за всеми членами общества. Причём современные возможности слежки намного превосходят то, что мог предвидеть Оруэлл. «В наших карманах — заметил Сноуден, — мы носим датчики, которые отслеживают наше местоположение везде, куда бы мы ни пошли… Рождённые сегодня дети никогда не узнают, что значит приватный момент, когда можно высказать мысль, которая не будет никем записана и проанализирована. Вопрос приватности — действительно серьёзная проблема, потому что только приватность позволяет нам свободно решать, кто мы есть и кем мы хотим быть».
По поводу дискуссии, разгоревшейся вследствие разглашения им секретной информации, Сноуден заметил:

Сегодня идёт разговор о том, насколько мы можем доверять технологии, которая окружает нас, и правительству, которое регулирует её использование. Вместе мы можем найти лучший баланс, положить конец массовой слежке и напомнить правительству о том, что если оно действительно хочет знать, что мы чувствуем — всегда дешевле спросить, чем шпионить.
Оригинальный текст (англ.)The conversation occurring today will determine the amount of trust we can place both in the technology that surrounds us and the government that regulates it. Together we can find a better balance, end mass surveillance and remind the government that if it really wants to know how we feel asking is always cheaper than spying.

#### 2014 год
10 марта 2014 Сноуден удалённо выступил на интерактивной технологической конференции «South by Southwest» (SXSW), проводившейся в городе Остине (штат Техас). Он участвовал в телеконференции через многочисленные роутеры, работающие на платформе Google Hangouts. Публичными модераторами были Кристофер Согхоян и адвокат Сноудена Визнер (Wizner), оба — члены «Американского союза защиты гражданских свобод». Тогда Сноуден сказал, что АНБ «целится в будущее Интернета» и что участники SXSW — это «пожарные». Участники телеконференции могли задавать вопросы Сноудену с использованием Твиттера; на один из них Эдвард ответил, что сбор информации корпорациями намного менее опасен, чем сбор информации правительственными агентствами, потому что «правительства имеют силу, чтобы лишить вас ваших прав». Член Постоянного комитета по разведке Палаты представителей США Майк Помпео безуспешно пытался убедить руководителей SXSW отменить выступление Сноудена; вместо этого директор SXSW Хью Форрест (Hugh Forrest) сказал, что АНБ приглашается на конференцию 2015 года, чтобы там ответить на вопросы Эдварда Сноудена.
В том же марте 2014 года, но несколько позже, Сноуден удалённо участвовал в конференции TED, проходившей в Ванкувере (Канада, провинция Британская Колумбия). Представленный на сцене роботом с видеоэкраном, микрофонами и динамиками, Сноуден беседовал с куратором TED Крисом Андерсоном и сказал участникам конференции, что участникам Интернет-бизнеса нужно поскорее зашифровать свои сайты. Он рассказал, как АНБ в рамках программы «PRISM» использует бизнес-структуры с целью сбора данных для правительства США и как АНБ «намеренно вводит в заблуждение [своих] корпоративных партнёров»: например, используя бэкдоры для доступа к их конфиденциальной информации (программа «Bullrun»). Также Эдвард Сноуден заявил, что будет рад вернуться в США, если получит иммунитет от преследований; однако он более обеспокоен тем, как оповестить общество о злоупотреблениях властей. Затем Андерсон пригласил на сцену одного из основателей Интернета, Тима Бернеса-Ли. Эдвард Сноуден сказал, что поддерживает предложенную Тимом Бернесом-Ли концепцию «Магна Карты Интернета», согласно которой нужно «закодировать наши ценности в структуре Интернета».
8 апреля 2014 года Эдвард Сноуден по видеосвязи принял участие в заседании правового комитета ПАСЕ. В своём выступлении он раскрыл информацию о программе «Fingerprints» («Отпечатки пальцев»), которая позволяла не только отслеживать, но и анализировать действия пользователей в интернете. «Fingerprints» собирала информацию о пользователях, посетивших определённые сайты, и распределяла пользователей по категориям на основе определённых параметров, в частности по их сексуальной ориентации. Слежка осуществлялась за всеми пользователями, даже если они случайно переходили на сайт по ссылке или скачивали с него файлы. Программа следила в том числе и за пользователями из Евросоюза.
«Массовое отслеживание триллионов единиц коммуникаций невинных людей является грубейшим нарушением прав человека, — заявил Сноуден. Он считает, что международному сообществу необходимо предпринять действия по ограничению программ массовой слежки со стороны спецслужб. — Если политического решения достичь не удастся, необходимо применить технические меры».
23 апреля Эдвард Сноуден вступил в должность студенческого ректора Университета Глазго. Также он является представителем студентов в руководящем совете и официальным защитником их прав. Обязанности ректора Сноуден исполняет дистанционно, не выезжая из России.
21 мая в одном из отелей Москвы Сноуден встретился с телеведущим NBC Брайаном Уильямсом. Беседа длилась около четырёх часов. Интервью было показано на телеканале NBC 29 мая в 6:00 МСК (2:00 UTC).
23 мая Президент РФ В. В. Путин заявил, что Россия не выдаёт борцов за свободу и потому не будет экстрадировать Сноудена; также он ещё раз подтвердил, что Сноуден не является российским агентом и не выдавал [российским властям] никаких тайн.
23 июня Международная комиссия юристов в Норвегии выдвинула Сноудена на Нобелевскую премию мира.
Июль Согласно документальному фильму «Citizenfour», к Сноудену в Россию переехала его подруга — танцовщица Линдси Миллс (Lindsay Mills), чьи отношения со Сноуденом продолжаются с 2009 года. В январе 2014 года в прессе сообщалось, что Сноуден и Миллс расстались, но в фильме это утверждение было опровергнуто.
1 августа Сноуден получил вид на жительство в России сроком на три года. Он имеет работу, а также получает помощь от частных лиц; через пять лет сможет претендовать на получение гражданства РФ в общем порядке.
9 октября, выступая в качестве ректора Университета Глазго, Сноуден одобрил инициативу студентов и заявил о своей поддержке гражданской кампании за бойкот инвестиций в ископаемое топливо.
10 октября на Нью-Йоркском кинофестивале состоялась премьера двухчасового документального фильма об Эдварде Сноудене «Citizenfour. Правда Сноудена» Лауры Пойтрас. В этот же день на площади Юнион-сквер в Нью-Йорке появилась гипсовая статуя Эдварда Сноудена высотой 2,7 метра, но простояла она там недолго, потому что была установлена без разрешения.
11 октября Сноуден в режиме видеоконференции дал интервью журналу «The New Yorker», в котором заявил, что не может вернуться в США, потому что не получил от американских властей гарантий проведения открытого судебного процесса с участием жюри присяжных. Он также раскритиковал мнение о том, что якобы против массовой слежки выступают только те, кому есть что скрывать от правительства; «на самом деле правительство должно обосновывать нарушение ваших прав» — отметил Сноуден.
Также в октябре 2014 года Эдварду Джозефу Сноудену была присуждена медаль Александра Зиновьева как «самому свободному гражданину мира».

#### После 2014 года
5 сентября 2015 года на вручении ему по видеосвязи премии имени Бьёрнсона Норвежской академии литературы и свободы самовыражения за «вклад в право на частную жизнь» выступил против политики правительства России по ограничению интернета и отношению к геям. В октябре того же года в интервью программе BBC «Панорама» заявил, что британская GCHQ с помощью технологии, разработанной в АНБ США, может использовать эксплойт в программном обеспечении смартфонов, который позволяет не только подслушивать разговоры и получать доступ к передаваемым и хранящимся данным, но и без ведома пользователя дистанционно управлять смартфоном: включать и выключать его, производить звукозапись (не только во время разговора), фото- и видеосъёмку, определять местоположение телефона. 4 июня 2016 года на видеоконференции с кампусом токийского университета рассказал о том, что из-за соглашательства властей и слабо развитого контроля гражданского общества Японии разведывательные службы США ведут слежку за всеми жителями этой страны и могут на законных основаниях перехватывать всю информацию, которую люди получают на мобильные телефоны и компьютеры. 25 июня 2016 года выступил с критикой изменений российского законодательства, известных как «Закон Яровой».
В декабре 2017 года Сноуден и Freedom of the Press Foundation представили открытое приложение Haven для защиты устройств с операционной системой Android от несанкционированного доступа; оно также позволяет использовать такие устройства для автоматической аудио- и видеозаписи в отсутствие хозяина. В сентябре 2019 года были опубликованы воспоминания Сноудена под названием Permanent Record. В связи с этим министерство юстиции США подало против него гражданский иск в американский суд о нарушении соглашений о неразглашении информации.
В апреле 2020 года у Сноудена заканчивался вид на жительство в России, его автоматически продлили до 15 июня, после чего бывший сотрудник АНБ снова подал документы. 22 октября 2020 года стало известно, что Сноудену выдали бессрочный вид на жительство в России.
Покушение на российского оппозиционного лидера Алексея Навального в августе 2020 года Сноуден назвал «преступлением против России».
Задержание Навального в аэропорту Шереметьево, куда политик прибыл после лечения в Германии, Эдвард Сноуден назвал «повторением ошибок, допущенных в советское время», сравнил с арестом Джулиана Ассанжа и призвал российские власти отпустить оппозиционера.
26 сентября 2022 года президент Владимир Путин подписал указ о предоставлении гражданства Э. Сноудену.
Washington Post со ссылкой на адвоката сообщил, что 2 декабря 2022 года Эдвард Сноуден присягнул на верность России и получил российский паспорт.
После получения гражданства Сноуден написал в Twitter: «После многих лет разлуки с родителями мы с женой не хотим разлучаться с нашими сыновьями. После двух лет ожидания и почти десяти лет изгнания небольшая стабильность изменит мою семью. Я молюсь о конфиденциальности для них — и для всех нас».

## Реакция на действия Сноудена
Действиям Эдварда Сноудена даются противоречивые оценки. По мнению одних людей, он — герой, разоблачитель, диссидент или даже патриот, по мнению других — предатель. Некоторые представители американской разведки осуждают его действия как нанёсшие «тяжёлый ущерб» разведывательным возможностям США, но есть также и те, кто не относится к разоблачениям Сноудена серьёзно и объявляет его просто клоуном или лжецом. Президент США Барак Обама заявил, что «пока точно неизвестно, что именно сделал Сноуден», и он предпочитает воздерживаться от вынесения какой-либо предварительной оценки действиям Сноудена до того, как тот предстанет перед судом.

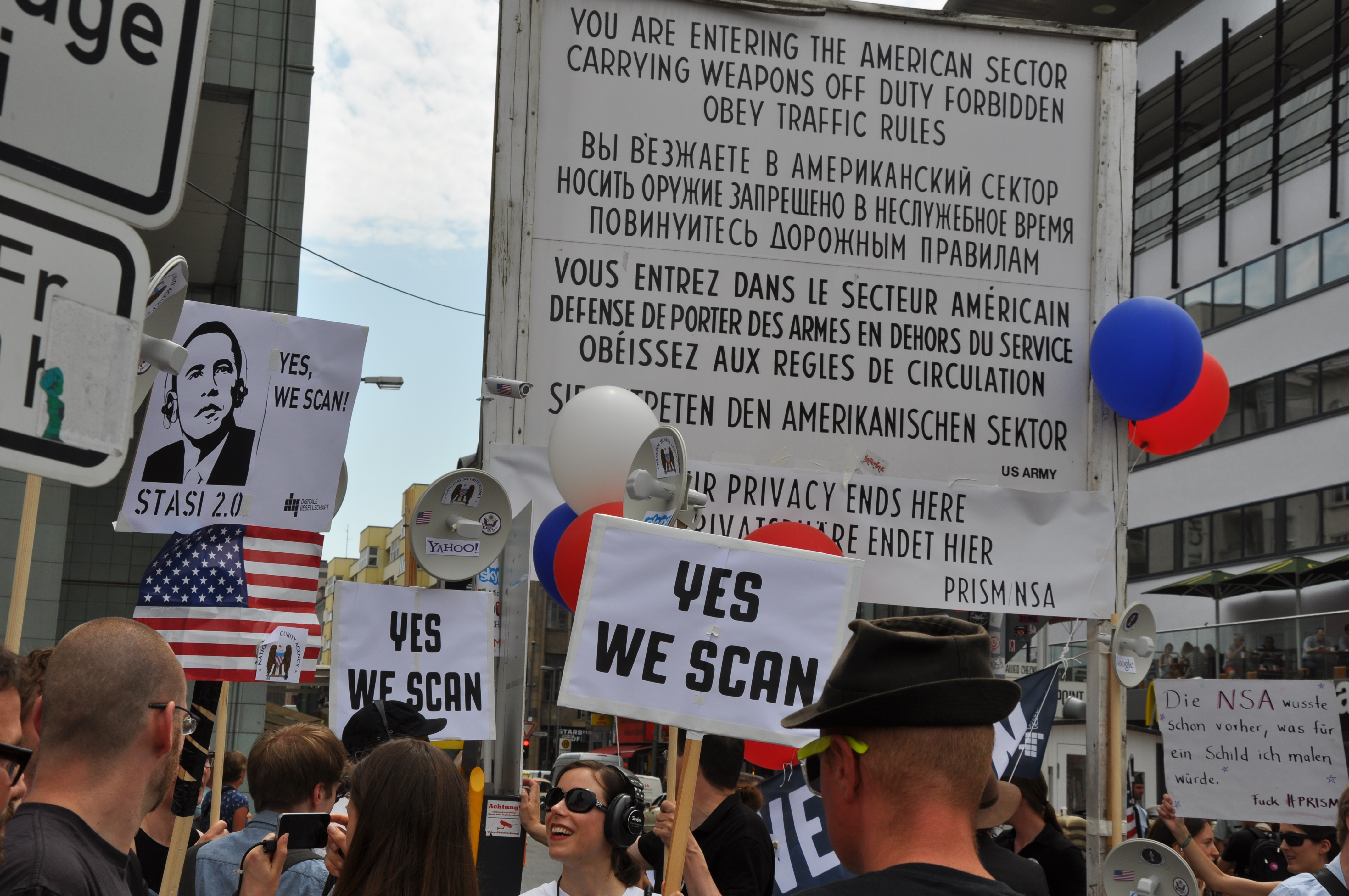
Чекпойнт Чарли, Берлин, 18 июня 2014 r.

Некоторые представители СМИ предпочитают не называть его разоблачителем: так, редактор «Ассошиэйтед Пресс» Том Кент (Tom Kent) дал указание сотрудникам новостного агентства называть Сноудена не «разоблачителем» (англ. whistleblower), а «источником» (leaker). В то же время юрист Дэвид Колапинто из «Национального разоблачительного центра» заявил в июне 2013 года, что заявления Сноудена о том, что АНБ лгало Конгрессу США, характеризуют его поведение как «классическое разоблачение».
Сам же Сноуден мотивирует разглашение доверенных ему секретов тем, что он пытается «рассказать людям о том, что делается от их имени и против них».

### Реакция ООН
12 июля 2013 года верховный комиссар ООН по правам человека Нави Пиллэй заявила, что «дело Сноудена свидетельствует о необходимости защищать лиц, которые раскрыли информацию по вопросам, имеющим последствия для прав человека, а также по вопросам, имеющим важность для обеспечения уважения права на частную жизнь». А 26 августа пресс-секретарь ООН Фархан Хак сообщил журналистам, что ООН намерена связаться с властями США по поводу прослушивания Агентством национальной безопасности штаб-квартиры ООН в Нью-Йорке, что является нарушением дипломатической неприкосновенности международных организаций.

### Реакция властей США

#### Уголовные обвинения
США заочно предъявили Сноудену обвинение в хищении государственной собственности, раскрытии данных о национальной обороне и умышленной передаче секретной информации посторонним лицам. В совокупности по этим обвинениям ему грозит до 30 лет тюрьмы, а возможно, и смертная казнь.

#### Другие меры
АНБ объявило о сокращении 90 % системных администраторов и замене их машинами; оставшимся системным администраторам разрешат работать с секретными данными только в присутствии коллеги, а не в одиночку — во избежание повторения ситуации со Сноуденом.
Президент США Барак Обама поручил главе Национальной разведки США сформировать группу экспертов по вопросам использования телекоммуникационных и иных технологий при сборе развединформации, а также высказался за внесение изменений в Патриотический акт и в законы о деятельности Суда по делам иностранной разведки. Он же 17 января 2014 г. издал директиву, согласно которой сбор сведений, составляющих коммерческую тайну иностранных компаний, является законным в США — но только в случае, если это необходимо для обеспечения национальной безопасности США и их союзников, а не для достижения конкурентных преимуществ американских фирм.
В сентябре 2020 года Апелляционный суд девятого округа США в Калифорнии признал незаконной проводившуюся АНБ слежку за телефонными звонками и электронной перепиской американцев, а некоторые заявления руководителей разведывательных служб США, публично защищавших её — не соответствующими действительности.

### Реакция властей Великобритании
По сообщению редактора газеты Guardian Алана Расбриджера, два сотрудника Центра правительственной связи (GCHQ) посетили редакцию и проследили за уничтожением жёстких дисков, содержащих переданную Сноуденом информацию. Кроме того, в аэропорту был задержан на девять часов Дэвид Миранда — партнёр журналиста Гленна Гринвальда. Задержание проводилось в соответствии с законом о противодействии терроризму (Terrorism Act).
14 июня 2015 года стало известно, что британская разведка MI6 отозвала своих агентов из нескольких стран после того, как Россия и Китай взломали секретный кэш файлов, украденных Сноуденом. Об этом сообщила газета Sunday Times со ссылкой на источники в британском правительстве, министерстве внутренних дел и в спецслужбах.

### Реакция властей других государств
2 августа 2013 года, вследствие опубликованных Сноуденом разоблачений, Германия расторгла соглашения с США и Великобританией, заключённые в 1968 и 1969 годах и позволявшие спецслужбам этих государств заниматься на территории Германии электронной разведкой, но вскоре начала заниматься подготовкой нового договора с США, запрещающего взаимный шпионаж. Испания потребовала от США разъяснений по поводу перехвата телефонных и интернет-сообщений на её территории. С таким же требованием выступила и Бразилия.
30 августа 2013 года Deutsche Welle сообщила о присуждении Эдварду Сноудену «Премии Разоблачителя» (Whistleblower-Preis), учреждённой в 1999 г.

### Петиции в защиту Сноудена
В Интернете появились по меньшей мере две петиции в защиту Сноудена. Одна из них была создана 9 июня 2013 года на сайте Белого дома и неоднократно обсуждалась в прессе. Петиция называет Сноудена «национальным героем» и требует его полной амнистии. На 27 июня она собрала свыше 120 тыс. голосов, то есть преодолела порог (100 тыс. до 9 июля), после которого Белый дом будет обязан дать официальный ответ. На петицию был дан комментарий советницы по вопросам внутренней безопасности Лизы Монако, в котором она указала на неоптимальность действий Эдварда и осудила «кражу и разглашение засекреченной информации».
Другая петиция создана 12 июня 2013 года на сайте Авааз и призывает «рассматривать Сноудена как разоблачителя нарушений, а не как опасного преступника», «обращаться с ним гуманно во время процесса», а также прекратить программу PRISM. На 20 января 2014 года она собрала более 1,4 млн голосов пользователей из разных стран.
10 ноября 2014 года обращение в защиту Сноудена опубликовал на своём сайте The Courage Foundation, занимающийся сбором средств для юридической защиты Сноудена и других разоблачителей. В числе подписавших обращение — Сьюзан Сарандон, Оливер Стоун, Ноам Хомски и другие известные деятели науки и искусства.

### Другие мнения
- Глава военной разведки ЕС финский адмирал Георгий Алафузофф заявил, что действия Сноудена являются предательскими в отношении своего работодателя — американской разведки, а также, что он идеалист, который хотел бороться с несправедливостью[261].
- Конгрессмен-демократ Джон Льюис высказался в поддержку Сноудена, сравнив его с Махатмой Ганди[262].
- Бывший директор ЦРУ Майкл Хайден посчитал Сноудена не предателем, а перебежчиком, а сделанные им разоблачения сравнил с ураганом Катрина и другими стихийными бедствиями, после которых совершенствуют системы безопасности[263][264].
- Владимир Жириновский в беседе с Евгением Додолевым назвал Сноудена «предателем» и призвал «наказать его жестоко» (2013 г.)[265].
- По мнению издания American Interest (2014), «предоставив Эдварду Сноудену политическое убежище, России удалось поставить США в самое нелепое положение со времён падения СССР»[266].

## Премия имени Сноудена
Весной 2014 года «Российская ассоциация электронных коммуникаций», компания «Notamedia» и радиостанция «Эхо Москвы» совместно учредили первую премию в области интернет-СМИ: «Internet Media Awards (IMA)». Согласно их информации, Сноуден лично дал согласие на присвоение новой премии его имени.
14 ноября того же года были названы первые лауреаты этой премии в номинациях «Проекты» и «Персоны».

## В культуре
На основе событий из жизни Сноудена создан ряд игр для мобильных устройств.
15 мая 2014 года стало известно о том, что компания «Sony Pictures Entertainment» приобрела права на экранизацию книги британского журналиста Гленна Гринвальда об Эдварде Сноудене «Спрятаться негде» и намерена снять фильм об экс-сотруднике ЦРУ. Продюсерами фильма станут Майкл Уилсон и Барбара Брокколи, которые ранее работали над фильмами о Джеймсе Бонде.
29 сентября 2014 года на российском «Первом канале» состоялась премьера многосерийного художественного фильма «С чего начинается Родина» режиссёра Рауфа Кубаева, в первых кадрах которого показан эпизод о тайном перелёте в Россию во избежание ареста экс-сотрудника ЦРУ Джеймса Сноу, прототипом которого стал Эдвард Сноуден. Роль Джеймса Сноу в фильме исполнил начинающий литовский актёр Арнас Федаравичюс.
10 октября 2014 года в Нью-Йорке состоялась премьера двухчасового документального фильма «Citizenfour. Правда Сноудена» Лауры Пойтрас, посвящённого Эдварду Сноудену. Частично этот фильм доступен для просмотра на сайте журнала «The New Yorker». Лента стала лауреатом нескольких престижных кинонаград, в том числе BAFTA, «Спутник» и «Оскар». В России в кинотеатрах фильм стал самым кассовым неигровым фильмом 2015 года
В честь Эдварда Сноудена за его вклад в защиту свободы слова был назван описанный немецкими зоологами в 2015 году вид десятиногих раков Cherax snowden.
13 января 2015 года вышел документальный фильм John Goetz и Poul-Erik Heilbuth «Snowdens store flugt».
5 октября 2015 года в программе «Панорама» на телеканале BBC состоялась премьера фильма Питера Тейлора «Эдвард Сноуден: шпионы и закон».
15 сентября — в России и 16 сентября 2016 года — в США вышел на экраны фильм «Сноуден». Премьера фильма дважды переносилась, съёмки фильма происходили в Мюнхене в феврале—мае 2015 года. Для написания сценария американский кинорежиссёр Оливер Стоун приобрёл права на экранизацию книг адвоката Анатолия Кучерены «Время спрута» и журналиста газеты «Гардиан» Люка Хардинга «Досье Сноудена: История самого разыскиваемого человека в мире». Роль Сноудена сыграл американский актёр Джозеф Гордон-Левитт. Сам Сноуден тоже принял участие в съёмках фильма, сыграв самого себя в финальном эпизоде, для чего на один день приехал в Москву.
Эдвард Сноуден — один из персонажей 8-й серии 2-го сезона российского сериала «Последний министр», его роль исполнил российский актёр американского происхождения Один Байрон.

## Прецедент
Сноуден был не первым секретоносителем-сотрудником АНБ, перебравшимся в Москву и разгласившим информацию о масштабах слежки спецслужб США. В 1960 году произошёл побег в СССР сотрудников АНБ Уильяма Мартина и Бернона Митчелла. Перебежчики АНБ сообщили в КГБ, что американская спецслужба перехватывает секретные правительственные сообщения не только потенциальных противников, но также и ближайших союзников, прежде всего Великобритании. По словам Галины Митчелл, вдовы Бернона Митчелла, Бернон Митчелл и Уильям Мартин не были коммунистами; они выбрали Советский Союз по двум причинам: там женщины могли работать наравне с мужчинами и потому, что в СССР была развита шахматная культура. И Митчелл, и Мартин пытались вернуться в США в конце 1970-х — начале 1980-х годов. В 1979 году Бернон Митчелл пытался эмигрировать в США вместе со своей женой Галиной. После того как об этом стало известно, Галину исключили из рядов Коммунистической партии Советского Союза. После рассмотрения документов Бернону Митчеллу было отказано во въезде в США. Визу выдали только Галине, а ехать без мужа она отказалась. Что касается Мартина, то ему удалось выехать за пределы СССР, но в США ему въехать не удалось.

## Заявления
В январе 2023 года Сноуден заявил о рекордном количестве секретных документов, обнаруженных у действующего президента США Джо Байдена. 
«Стоит отметить, что президент, похоже, прихватил больше секретных документов, чем многие разоблачители. Для сравнения, Риалити Уиннер была приговорена к пяти годам всего за один документ. Тем временем Байден, Трамп, Клинтон, Петреус… у этих парней десятки, сотни. И никакой тюрьмы» — написал  Сноуден в Twitter’е.